# Dischides hintoni
Dischides hintoni är en blötdjursart som beskrevs av Lamprell och Healy 1998. Dischides hintoni ingår i släktet Dischides och familjen Gadilidae. Inga underarter finns listade i Catalogue of Life.